# Salix-Beauty Line Park
Salix-Beauty Line Park és una concentració de població designada pel cens dels Estats Units a l'estat de Pennsilvània. Segons el cens del 2000 tenia 1.259 habitants.

## Demografia
Segons el cens del 2000, Salix-Beauty Line Park tenia 1.259 habitants, 469 habitatges, i 377 famílies. La densitat de població era de 501,1 habitants/km².
Dels 469 habitatges en un 38,4% hi vivien nens de menys de 18 anys, en un 67,4% hi vivien parelles casades, en un 10,9% dones solteres, i en un 19,6% no eren unitats familiars. En el 17,7% dels habitatges hi vivien persones soles el 4,9% de les quals corresponia a persones de 65 anys o més que vivien soles. El nombre mitjà de persones vivint en cada habitatge era de 2,68 i el nombre mitjà de persones que vivien en cada família era de 3,04.
Per edats la població es repartia de la següent manera: un 26,3% tenia menys de 18 anys, un 8,2% entre 18 i 24, un 29,5% entre 25 i 44, un 28% de 45 a 60 i un 8,1% 65 anys o més.
L'edat mediana era de 36 anys. Per cada 100 dones de 18 o més anys hi havia 89,4 homes.
La renda mediana per habitatge era de 44.191 $ i la renda mediana per família de 43.971 $. Els homes tenien una renda mediana de 34.044 $ mentre que les dones 22.209 $. La renda per capita de la població era de 18.684 $. Entorn del 7% de les famílies i el 6,9% de la població estaven per davall del llindar de pobresa.

## Poblacions més properes
El següent diagrama mostra les poblacions més properes.